# Zuhair al Jezairy
Zuhair al Jezairy (Najaf, 1945) è un giornalista iracheno.
Nato a Najaf nel 1945, ha studiato letteratura tedesca a Baghdad.
È stato direttore responsabile dell'importante quotidiano iracheno Al-Mada ed è ora il direttore dell'agenzia di stampa indipendente irachena Aswat al Iraq. 
La sua carriera giornalistica è iniziata nel 1968 e lo ha portato per persecuzioni politiche all'esilio. 
Nel 1979 è costretto a trasferirsi in Libano, poi nel 1982 prima in Siria e poi nel Kurdistan iracheno dove resta fino al 1984. Nei sei anni successivi è nuovamente in Siria ma nel 1990 abbandona il Medio Oriente e si trasferisce a Londra. Nella capitale britannica lavora come producer televisivo per la rete Wtn/Aptn. 
Solo nell'aprile del 2003, dopo la caduta del regime di Saddam Hussein, può finalmente fare ritorno in patria. 
Scrive e produce vari documentari e più di 20 libri tra cui un best seller sul deposto dittatore e il partito Baath.
In Italia molti suoi articoli sono pubblicati sul settimanale Internazionale.